# Джефферсонвилл (Индиана)
Джефферсонвилл (англ. Jeffersonville) — город и административный центр округа Кларк в штате Индиана США. По данным переписи 2020 года, численность населения составляла 49 447 человек.

## Население
| 2010   | 2020    |
| ------ | ------- |
| 44 953 | ↗49 447 |